# Eulogiusz z Kordoby
Eulogiusz z Kordoby (ur. w Kordobie, zm. 11 marca 859 tamże) – ksiądz, męczennik chrześcijański i święty Kościoła katolickiego.
Pochodził za szlacheckiej rodziny. Ukończył szkołę przy kościele św. Zoila w Kordobie, a po odebraniu święceń kapłańskich został jej kierownikiem. Był więziony w czasie prześladowań chrześcijan (850 roku). Po odzyskaniu wolności został wybrany arcybiskupem Toledo. Powtórnie uwięziony przez muzułmanów i ścięty nie dożył konsekracji.
Św. Eulogiusz pozostawił po sobie Pamiętniki Świętych (Memoriale Sanctorum) będące zapisem męczeństwa grupy chrześcijan zamordowanych w 853 roku i egzortę poświęconą męczennicom Florze i Marii straconym 24 listopada 851 roku.
Jego wspomnienie liturgiczne obchodzone jest 11 marca.